# Izunokuni
Izunokuni (jap. 伊豆の国市 Izunokuni-shi) – miasto w Japonii, w prefekturze Shizuoka (środkowe Honsiu).

## Położenie
Miasto leży w zachodniej części prefektury Shizuoka u nasady półwyspu Izu. Graniczy z: Atami, Numazu, Itō i Izu w prefekturze Shizuoka.

## Historia
Miasto powstało 1 kwietnia 2005 roku, z połączenia miasteczek  Ohito, Izunagaoka i Nirayama.

## Miasta partnerskie
- Stany Zjednoczone: Gainesville